# Oleksandr Zheltyakov
Oleksandr Viktorovych Zheltyakov (in ucraino Олександр Вікторович Желтяков?; Dnipro, 15 novembre 2005) è un nuotatore ucraino, specializzato nel dorso.

## Biografia
A livello giovanile vanta due ori europei ed altrettanti ori mondiali, conquistati tutti nei 100 e nei 200 metri dorso.
Nel 2024 prende parte agli europei di Belgrado, durante i quali vince la medaglia d'oro nei 200 metri dorso (realizzando peraltro, con il crono di 1'55"39, il nuovo primato nazionale nella specialità) e la medaglia di bronzo nella staffetta 4x100 metri misti.

## Palmarès
- Europei

Belgrado 2024: oro nei 200m dorso, bronzo nella 4x100m misti.
- Mondiali giovanili

Netanya 2023: oro nei 100m dorso e nei 200m dorso, argento nei 50m dorso.
- Europei U23

Šamorín 2025: argento nei 100m dorso e nei 200m dorso.
- Europei giovanili

Roma 2021: argento nei 50m dorso, bronzo nella 4x100m misti e nella 4x100m misti mista.
Otopeni 2022: argento nei 100m dorso, nei 200m dorso e nella 4x100m misti.
Belgrado 2023: oro nei 100m dorso e nei 200m dorso, argento nei 50m dorso.